# زوران پریراد
زوران پریراد (انگلیسی: Zoran Prerad؛ متولد ۱۵ اوت ۱۹۷۱ در بانیا لوکا) یک تکواندوکار صرب بوسنیایی است که در دسته سنگین‌وزن مردان رقابت کرد. او در مسابقات قهرمانی تکواندو جهان ۱۹۹۵ در مانیل، فیلیپین در وزن زیر ۸۳ کیلوگرم، برنده مدال برنز شد، در مسابقات قهرمانی تکواندو اروپا ۱۹۹۸ در آیندهوون، هلند عنوان قهرمانی سنگین‌وزن مردان را بدست آورد و اولین و تنها تکواندوکار بوسنیایی بود که در سال ۲۰۰۴ در بازیهای المپیک در آتن حاضر شد.